# Bibliothèque municipale de Tours
La bibliothèque municipale de Tours est un bâtiment inscrit au titre des Monuments historiques, des architectes Pierre Patout, Jean Dorian et Charles Dorian. Elle se situe 2 bis, avenue André-Malraux, non loin de la place Anatole-France, du pont Wilson, et de la rue Nationale, au bord de la Loire. Le bâtiment est dorénavant identifié comme "bibliothèque centrale" au sein du réseau des bibliothèques de Tours qui se compose de sept bibliothèques, un médiabus et quatre centres de documentation.

## Histoire

### Histoire du bâtiment
La précédente bibliothèque est détruite en juin 1940 lors de l'incendie qui ravage l'entrée de ville monumentale à la suite de tirs d'obus incendiaires allemands. La reconstruction de l'édifice est confiée en juillet 1950 à l'architecte Pierre Patout, alors chargé de la reconstruction du quartier sinistré.
Les travaux débutent en juin 1953. Une cérémonie officielle a lieu le 29 mai 1954 pour la pose de la première pierre par le ministre de l’Éducation nationale André Marie. Après un long chantier, la bibliothèque ouvre enfin ses portes en novembre 1957.
Bâtiment typique de la Reconstruction et marquant l'entrée nord historique de la ville, elle fait l’objet d’une inscription au titre des monuments historiques depuis le 31 décembre 1996.
D'importants travaux de réaménagements et remise aux normes obligent la fermeture du site entre avril 2012 et décembre 2013.

### Directions
René Fillet est nommé en 1953 à Tours, à la fois comme directeur de la bibliothèque municipale de Tours et directeur de la bibliothèque centrale de prêt d’Indre-et-Loire. Il s’y fait connaître pour ses actions en faveur de la lecture publique. Il crée le premier bibliobus scolaire de France en 1956, promeut le développement d’une flottille de bibliobus en Indre-et-Loire et crée plusieurs annexes de la bibliothèque municipale de Tours.

## Architecture
Le bâtiment présente un corps central cubique flanqué de deux ailes latérales en rez-de-chaussée. Son ossature est en béton, et le remplissage des façades est en moellons, recouverts d'un dallage de pierre. Le dernier étage, abritant un auditorium vitré, est surmonté d'un toit de forme pyramidale en cuivre patiné. Aujourd'hui rien n'est venu changer son aspect. Seul l'aménagement intérieur de la bibliothèque a été un peu modifié : création d'un fonds ancien et de deux salles dédiées aux expositions.

## Collections
Ce sont les saisies révolutionnaires des biens ecclésiastiques en 1791 qui sont à l'origine de la constitution des fonds de la bibliothèque. Mais les nombreux déménagements dans des lieux peu adaptés et le peu d'intérêt de la commune pour ces documents menèrent à de nombreux vols, et en particulier de plusieurs manuscrits. À partir de la seconde partie du XIXe siècle, un système de classement fut mis en place et les documents furent catalogués, ce qui permit au conservateur Auguste Dorange de réaliser en 1875 le premier catalogue de manuscrits.
Les collections historiques de la Bibliothèque municipale ont, pour l'essentiel, brûlé dans l'incendie de la bibliothèque par les bombardements allemands le 19 juin 1940. Seuls les manuscrits les plus précieux et quelques incunables purent être sauvés. L'incendie entraîna la perte de tout le reste des collections, notamment le riche fonds ancien. Ce dernier a pu être reconstitué en partie seulement après guerre grâce à des achats, mais surtout grâce à l'action de donateurs importants comme l'abbé Raymond Marcel en 1972.
En 2018, l'animateur et auteur Patrice Wolf a fait don à la bibliothèque municipale de quelque 15.000 livres et documents de littérature jeunesse, regroupés en 2019 au sein du Centre Patrice Wolf créé par la bibliothèque. Le logo du Centre a été créé et gracieusement cédé par Bruno Heitz,.